# Kržišče pri Čatežu
Kržišče pri Čatežu este o localitate din comuna Litija, Slovenia, cu o populație de 15 locuitori.